# Kaple Nejsvětější Trojice (Lom)
Kaple Nejsvětější Trojice v Lomu je drobná sakrální stavba ve městě Lom ve Vrchlického ulici. Novogotická kaple z 80. let 19. století je od roku 1997 chráněná jako kulturní památka.

## Historie
Kaple byla postavena v Horním Lomu při silnici vedoucí do Loučné v 80. letech 19. století. Tehdy se počet zvyšoval v důsledku rozvoje těžby uhlí v okolí obce. V roce 2004 prošla kaple rekonstrukcí.

## Architektura
Novogotická kaple má obdélníkový půdorys. Sedlová střecha nese osmiboký sanktusník s lucernou.